# Georges Cuvier
Jean Léopold Nicolas Frédéric Cuvier, aki korán elhunyt bátyja után nevét, a Georges-ot felvéve a Georges Léopold Chrétien Frédéric Dagobert Cuvier-re változtatta, de röviden Georges Cuvier néven ismert (Montbéliard, 1769. augusztus 23. – Párizs, 1832. május 13.) francia zoológus, geológus, az összehasonlító anatómia megalapítója, az őslénytan úttörője és korának egyik legnagyobb természettudósa. Pierre-Paul Royer-Collard az intelligencia Napóleonjának nevezte, míg Franciaországban sokan kora Arisztotelészeként üdvözölték. Zoológiai szakmunkákban nevének rövidítése: „Cuvier”.
A 19. század első felében vezető alakja volt azoknak a természettudományi kutatásoknak, melyek az élő állatokat és a fosszíliákat, más nevén az ősmaradványokat kutatta. Képes volt arra, hogy néhány darab csontból rekonstruáljon egy teljes élőlényt, amiből aztán még következtetéseket is levont az állat életmódját illetően. Ehhez nagy segítséget jelentett, hogy felismerte a részek viszonossági elvét, a korrelációs törvényt, mely szerint az állat egy adott része a test valamennyi többi részét is meghatározhatja.
Cuvier munkássága alapozta meg a gerincesek őslénytanát, kibővítette Linné rendszerét a törzzsel, amit mind az élő, mind a fosszilis fajok besorolásánál alkalmazott. Arról is ismert, hogy a fajok kihalásáról szóló tudományos ismereteket is ő alapozta meg, ami előtte még nem volt elfogadott nézet. Cuvier a földtörténetet elemző munkáiban azt feltételezte, hogy katasztrófák következtében, például egy nagyobb vízözön után az egyik helyen kipusztult élővilágot „újrateremtett fajok” pótolhatják. Ezeknek a nézeteinek az eredményeként a kora 19. századi katasztrofizmus meghatározó támogatójává vált. A Párizsi-medence geológiai rétegeinek vizsgálatakor Alexandre Brongniart-ral közösen rakták le a biosztratigráfia alapjait.
Egyéb nagyszerű eredményei mellett Cuvier állapította meg, hogy az addig a megtalálásának helyéről ohiói állatnak nevezett, az Amerikai Egyesült Államokban talált elefántszerű csont valójában egy kihalt mamut maradványa, és a Paraguayban kiásott nagy emlős csontváz az óriáslajhár-félékhez tartozó Megatherium.
Ő nevezte el (bár nem ismerték el hivatalosan) a vízben élő hüllőt, a moszaszauruszt és a pteroszauruszok rendjének egyik nemét, a Pterodactylust. Az elsők között állapította meg, hogy a prehisztorikus korban nem az emlősök, hanem inkább a hüllők voltak a domináns fajok. Arról is nevezetes, hogy ellenezte Jean-Baptiste Lamarck és Étienne Geoffroy Saint-Hilaire evolúciós elméleteit. Mivel nem talált bizonyítékot az evolúcióra, azt gondolta, hogy az állatfajok állandóak maradnak és nem változnak meg földi életük során. A kövületek és a létező élőlények közötti különbségeket a katasztrófaelmélettel magyarázta. Azt állította, hogy a kihalt állatokat és növényeket több lokális katasztrófa pusztította el, míg az élő fajok a pusztulás után újonnan fejlődtek ki.
Legismertebb és egyben egyik legjelentősebb műve a 15 kötetes Le Règne Animal (Az állatok birodalma, 1817). Természettudományi munkásságát már életében is elismerték, 1819-ben főnemesi címet, Franciaország pairje (Pairie de France) adományoztak neki. Ettől fogva Cuvier bárónak nevezték. Cuvier-t 1818-ban a Francia Természettudományi Akadémia negyven halhatatlanja közé választotta, és az Eiffel-tornyon megörökített nevek listáján szereplő 72 tudós között a nyolcadik helyen szerepel a felsorolásban. Munkásságát többen folytatták, talán a legnevezetesebb követői a svájci születésű amerikai Louis Agassiz és az angol Richard Owen.

## Élete

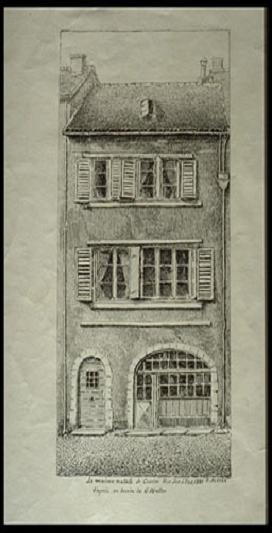
Cuvier szülőháza Mömpelgardban

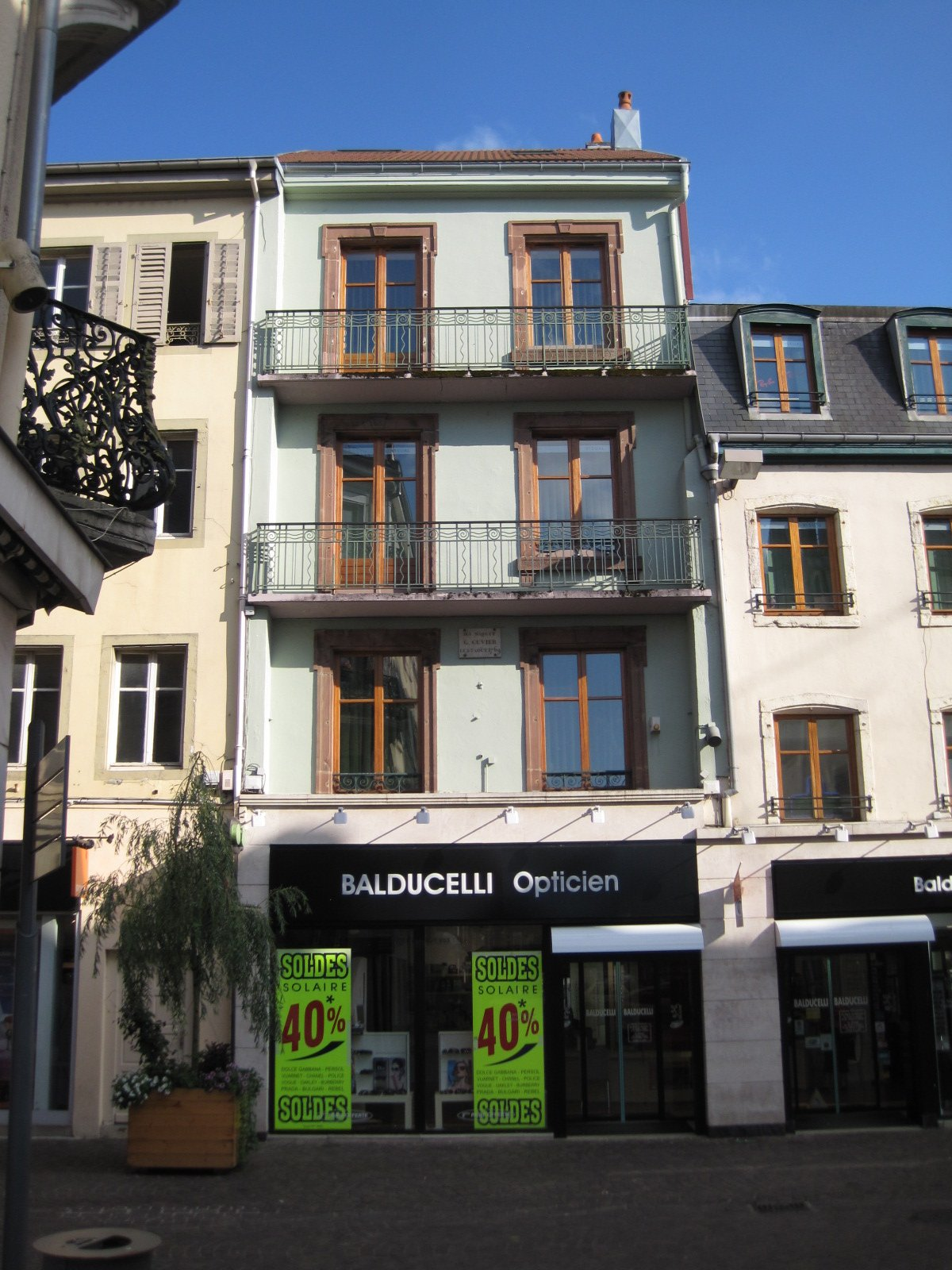
Cuvier szülőháza napjainkban Montbéliard-ban

Cuvier a ma Franciaországhoz tartozó Doubs megyében, a svájci határhoz közeli Montbéliard-ban született. A város neve akkoriban a német Mömpelgard volt, ahol hugenotta ősei a reformáció óta éltek. Apja Jean George Cuvier hadnagyként szolgált a Svájci Gárdában, és a város megbecsült polgára, anyja pedig Anne Clémence Chatel volt. Öccse Frédéric Cuvier is neves zoológus. A család nem volt tehetős, az apa szerény nyugdíja biztosította megélhetésüket. Akkoriban a város a Württembergi Hercegséghez tartozott, melyet aztán 1793. október 10-én csatoltak Franciaországhoz. Anyja sokkal fiatalabb volt apjánál, és Cuvier gyermekkori nevelésében oroszlánrészt vállalt. Tehetségének és az otthoni törődésnek köszönhetően az iskolában könnyedén múlta felül társait. A gimnáziumi évei során a latin és a görög nyelv tanulásában voltak nehézségei, de a matematika, a történelem és a földrajz tantárgyakból osztályelső volt. Az emberiség története volt az, melyet először, fáradságot nem ismerve megtanult. Az uralkodók és a fejedelmek hosszú listáit és a legszárazabb kronológiai adatokat úgy az eszébe véste, hogy soha többé nem felejtette el.
Nem sokkal később, miután gimnazista lett, talán úgy tízéves korában vette kézbe először Conrad Gessner művét, a Historiae animaliumot, amely felkeltette érdeklődését a természetrajz iránt. Ezután kezdett olvasni és kölcsönözni hasonló műveket, így például Buffon Histoire Naturelle-jét is. Mindezeket a könyveket újra meg újra elolvasta, és ezzel olyan tudásra tett szert, hogy tizenkét éves korára már a négylábúak és a madarak kiváló ismerőjévé vált.
Négy évig járt gimnáziumba és további négy évet tanult Stuttgartban, a Károly Akadémián, ahol messze kitűnt az évfolyamából. Taníttatását Károly Jenő württembergi herceg ingyenesen biztosította. Bár érkezésekor még nem tudott németül, de kilenc hónap tanulás után már iskolai elismerést kapott a nyelvtudásáért. Az akadémián a kamarai tudományok szakon folytatott tanulmányokat, amit azért választott, mert itt képezték a gazdatiszteket és erdészeket, és ez volt az a szakirány, melyen a legtöbbet megtudhatott kedvenc szakterületéről, a természettudományról.
További felsőbb szintű tanulmányaihoz viszont nem volt elég pénze, ezért 1788-ban állást vállalt Normandiában, a Fiquainville kastélyban, ahol Comte d’Héricy, protestáns előkelőség fiának lett a tanítója. Az 1790-es években kezdett foglalkozni az ősmaradványok és a létező élőlények közötti különbségek összehasonlításával. Rendszeresen részt vett a közeli városban, Valmontban rendezett mezőgazdasági kérdéseket megvitató összejöveteleken. Itt ismerkedett meg Henri Alexandre Tessier (1741–1837) francia orvossal, aki akkor már országszerte jól ismert mezőgazdász volt, de Párizsból a forradalmi terror elől menekülnie kellett, és álnéven éppen Normandiában tartózkodott. Cuvier, amikor hallotta mezőgazdasági ügyekben nyilatkozni, akkor felismerte és megnevezte, hogy ő a szerzője olyan mezőgazdasági cikkeknek, amelyek az Encyclopédie Méthodiqueban találhatók. Tessier döbbenten csak azt válaszolta: „Oly mértékben vagyok ismert, hogy valószínűleg már el is vesztem”. Cuvier erre azt válaszolta: „Elveszett? Nem, ezentúl Önnek még több védelem jár”.
Meghitt barátság alakult ki köztük, és Tessier abbé később Cuvier-t bemutatta kollégáinak Párizsban. Azt írta róla barátjának, Antoine-Augustin Parmentier-nek, hogy „Normandia trágyadombján találtam egy igazi gyöngyszemet.” Barátságuknak volt köszönhető, hogy Cuvier a kor neves természettudósaival, például Geoffroy-val, Lacépède-del, Lamarckkal került levelező viszonyba, és meghívták Párizsba is. 26 éves korában, 1795 tavaszán érkezett a fővárosba, és Jean-Claude Mertrud (1728–1802) asszisztense lett. Őt éppen akkor nevezték ki a Királyi Füvészkert (Jardin du Roi) helyébe lépő Füvészkert (Jardin des Plantes) vezető beosztású összehasonlító anatómusának.

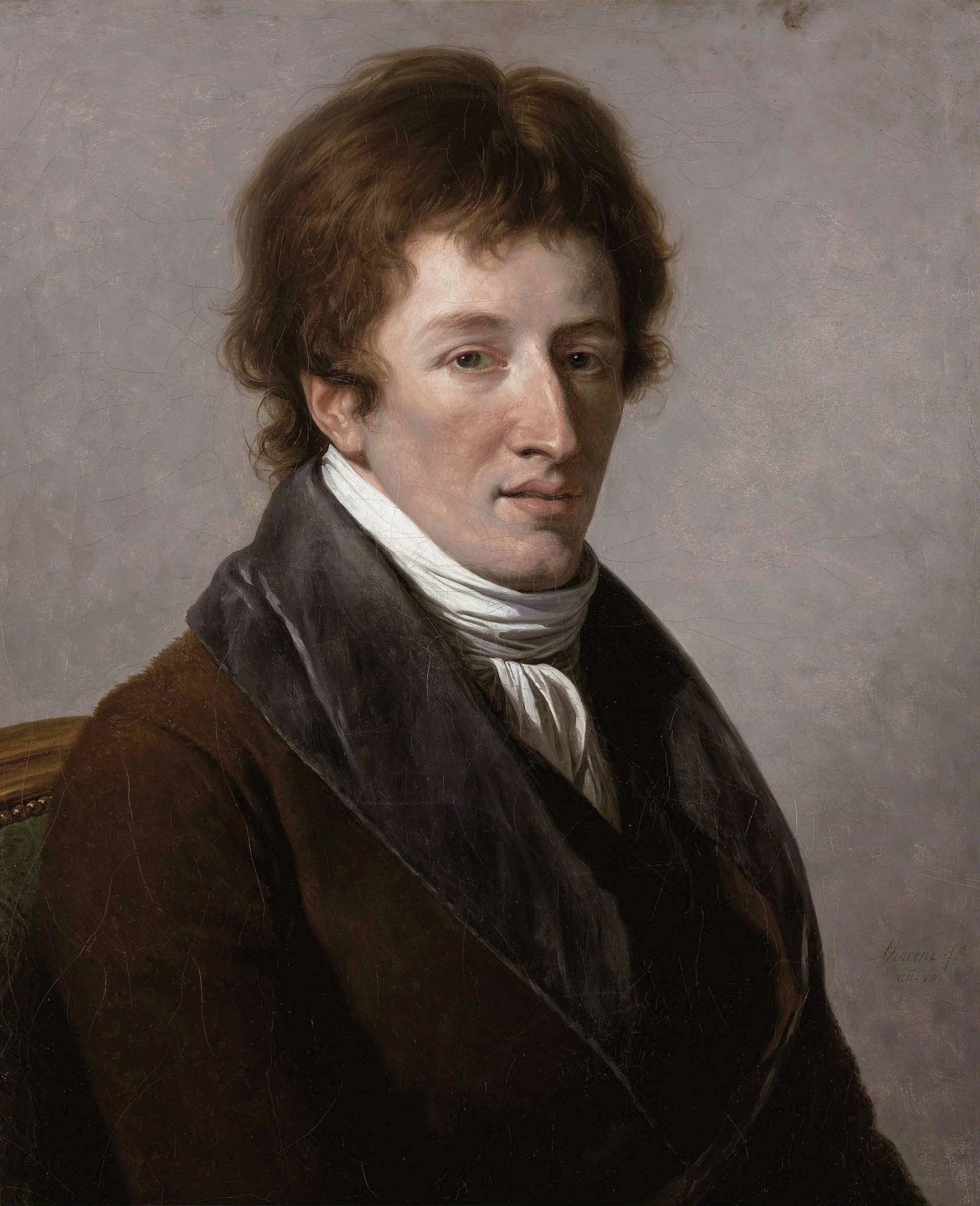
François-André Vincent: Fiatalkori Cuvier-portré

A Institut de France is ezekben az években alakult, és Cuvier a Francia Természettudományi Akadémia (Académie des Sciences) titkára lett. 1796-ban az École centrale du Panthéonban kezdett előadásokat tartani, és áprilisban az intézet megnyitó ünnepségén felolvasta első paleontológiai tanulmányát, amit később, 1800-ban a Mémoires sur les espèces d'éléphants vivants et fossiles (Tanulmány az élő és kihalt elefánt fajokról) címen adtak ki. Ebben a tanulmányában elemezte az indiai és az afrikai elefánt csontvázát és egy mamut fosszíliát, melyet akkoriban „ohiói állat” néven ismertek. Cuvier elemzése először azt mondta ki, hogy az indiai és az afrikai elefánt külön faj. A mamutokról megállapította, hogy egyik fajhoz sem tartoznak, azok már régen kihaltak, de azt is bebizonyította, hogy a jégkorszak óriás ormányosa közelebb állt az indiai, mint az afrikai elefántokhoz. Ezt a vizsgálatát sokkal később a szerodiagnosztikai módszerrel elvégzett vérvizsgálatok is megerősítették. Továbbá azt is kijelentette, hogy az ohiói állat egy, az elefántoktól és a mamutoktól is teljesen külön álló, már szintén kihalt fajhoz tartozik. 1806-ban egy másik tanulmányban visszatért az ohiói állathoz és elnevezte masztodonnak.
Másik, 1796-ban írt jelentős tanulmányában egy Paraguayban talált nagyméretű emlős csontvázról értekezett, melyet ő nevezett el Megatheriumnak. Itt arra a következtetésre jutott, hogy ez is egy már kihalt állatfaj képviselője, amelynek koponyáját összehasonlította a létező fajokéval, és megállapította, hogy az óriáslajhár-félékhez tartozó, de a fán lakó létező fajokkal szemben egy talajlakó lajhárról van szó. Ez a két 1796-os tanulmánya mérföldkő lett a paleontológia történetében, és az összehasonlító anatómia fejlődését is megalapozta. Ezek a tanulmányok továbbá nagyban növelték Cuvier személyes hírnevét is, de tudományos értékű jelentőségük az volt, hogy véget vetettek azoknak a korábbi hosszan tartó vitáknak, amelyek a kihalást kérdőjelezték meg.
Többnyire egyedül dolgozott, műveinek közreadásában azonban volt esetenként segítsége is. Behatóan foglalkozott a halakkal, de ezt a szakterületet barátjával Achille Valenciennes-nel közösen tanulmányozta. Öccse, Frédéric is segítségére volt, hiszen fő művének utolsó kiadását ő rendezte sajtó alá, aki egyébként írt önállóan egy könyvet is az emlősök fogazatáról. 1799-ben a neves természetrajzi professzor, Louis-Jean-Marie Daubenton örökébe léphetett a párizsi Francia Kollégiumban (Collège de France). 1802-ben kapta meg a címzetes professzor titulust a Füvészkerttől, és még ebben az évben az intézet közoktatási főfelügyelőnek nevezte ki. Ebben a minőségében járt Dél-Franciaországban is. 1803-ban állandó titkárnak választották a Tudományos Akadémia Fizikai Tudományok Osztályára, és így korábbi megbízatásait kénytelen volt feladni és végleg visszatért Párizsba. 1806-ban a Royal Society felvette külsős tagjának, és 1812-ben a Svéd Királyi Tudományos Akadémia is ugyanígy tett. Minden erejét a tudománynak szentelte, de különösen három szakterületre ásta be magát. Belefogott a puhatestűek (Mollusca) osztályozásába és besorolásába, a halak (Pisces) összehasonlító anatómiai vizsgálatába és szisztematikus rendezésébe, valamint a fosszilis emlősökhöz és a hüllőkhöz hasonló létező állatok oszteológiai (csonttan) vizsgálatába.
Cuvier 1812-ben azt jelentette ki, hogy nem valószínű, hogy további nagytestű állat felfedezetlen maradhatott. Erre mondta jóval később a belga-francia természettudós Bernard Heuvelmans, hogy ez nagyon elhamarkodott kijelentés volt. Halála után tíz évvel, 1842-ben a dinoszauruszokat (Dinosauria) pont az ő követője, Sir Richard Owen (az angol Cuvier) nevezte el.
Napóleon uralkodása alatt birodalmi tanácsosként szolgált, a Bourbon restauráció idején a Közoktatásügyi Tanács elnöke, egyetemi kancellár, a Francia Becsületrend főtisztje, a főnemesi cím birtokosa (Pairie de France), volt belügyminiszter, két ízben közoktatásügyi miniszter. 1827-től a protestáns ügyek minisztere, I. Lajos Fülöp uralkodásakor az Államtanács elnöke, és mindezen fontos teendők becsületes elvégzése mellett azt kell mondani, hogy ezeket a természettudományi munkásságával nem is lehet egy lapon sem említeni, hiszen olyan nagy hozzájárulást tett a természettudomány fejlődéséért.
Cuvier születésétől, taníttatásából és meggyőződéséből eredően is hithű evangélikus volt, és az is maradt egész életében. Rendszeresen részt vett egyháza szertartásain, ennek ellenére a hitét magánügyként tudta kezelni olyan esetekben, amikor állami hivatásából adódóan ő felügyelte a protestáns felekezeti kisebbségek kormányzati oktatási programjait. A párizsi Bibliatársulat 1818-as alakításakor annak létrejöttében aktívan részt vett, és később ő lett a társulat elnökhelyettese. 1822-től 1832-ben bekövetkezett haláláig a Francia Egyetem teológiai kar protestáns fakultásának a nagymestere volt.
Cuvier 1804. február 2-án kötött házasságot Anne Marie Sophie Loquet du Trazail-jal (1768–1849), aki özvegyasszony volt, mivel férje, Duvaucel tábornok a forradalmi terror áldozatául esett. Amilyen szerencsés volt a tudományos és politikai életben, ez nem mondható el a magánéletéről. A házasságból négy gyermeke született, és további négy gyermeket adoptált, de egy örökbefogadott gyermeke kivételével mind fiatalon, még Cuvier életében meghaltak. Legnagyobb csapást Clementine nevű lányának elvesztése jelentette, aki megérte a felnőttkort, és 1827-ben, pont házasságkötése előtt hunyt el tuberkulózisban. Halála után két nappal Cuvier visszatért dolgozni, és belügyminiszterként egy bizottságban volt elnök, amikor eltakarta az arcát és zokogni kezdett. A jelenlévőktől elnézést kért és ezt mondta: „Bocsánat uraim. Apa voltam, de elvesztettem mindent.” Ő maga Párizsban halt meg öt évvel később, 1832. május 13-án, amikor a városban kolerajárvány pusztított, őt szélütés érte, és abba halt bele. George Cuviert Párizsban, a Père-Lachaise temetőben helyezték örök nyugalomra.

## Tudományos elméletei és azok hatása

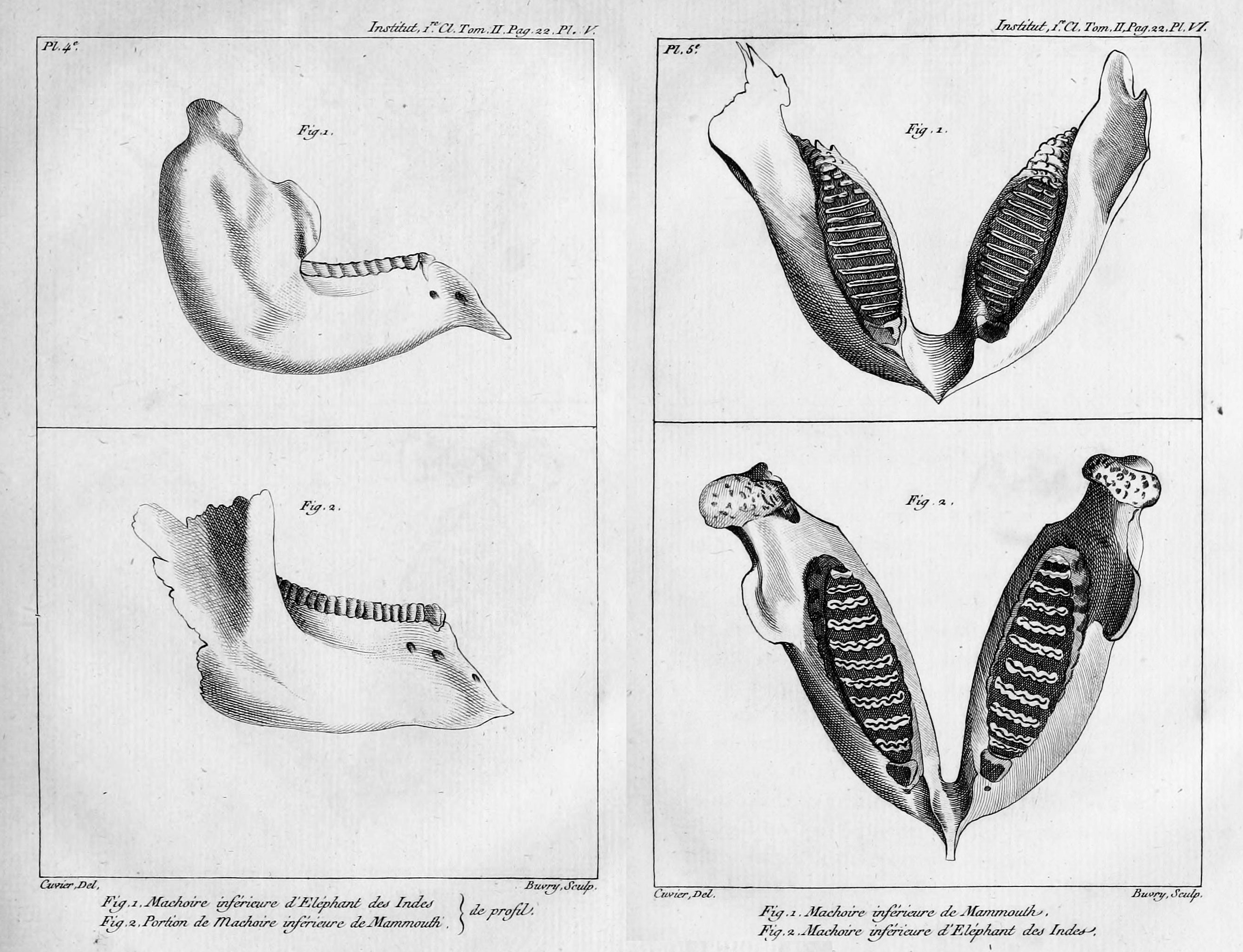
Illusztráció az indiai elefánt és a mamut állkapcsáról 1799-ből

### Az evolúció tagadása
Cuvier azt hangsúlyozta, hogy széles körű kutatásai alapján a kövületek azt mutatják, hogy egy fosszilis forma fokozatosan nem alakul át egy attól eltérő formába. Az állatok anatómiájának és fiziológiájának megértéséhez az általa követett értelmezés nem volt összeegyeztethető az evolúciós elképzelésekkel. A Kaliforniai Egyetem Őslénytani Múzeuma szerint „Cuvier nem hitt a szerves fejlődésben, szerinte bármilyen változás egy szervezetben azt valószínűsíti, hogy képtelen lesz majd a túlélésre”.
Tanulmányozta a mumifikált macskákat és íbiszeket, amelyeket Geoffroy, Napóleon egyiptomi hadjárata során szerzett meg és vitt Párizsba. Cuvier vizsgálatai azt mutatták, hogy ezek az állatok semmiben sem különböztek élő társaiktól, és ezt az eredményt arra használta fel, hogy alátámassza azt az állítását, mely szerint az élet formái nem fejlődés útján alakultak ki.” Azt figyelte meg ugyanis, hogy az ezer évvel korábban mumifikált állatok és a létező fajtársaik között nincs kimutatható eltérés.
Cuvier azt írta erről: „Bizonyosan, nem lehet felfedezni semmi nagyobb különbséget ezek a lények és azok az állatok között, melyeket megnéztünk ugyanúgy, mint a múmiák és a jelenkor emberei között sem”. Lamarck elutasította ezt a következtetést azzal érvelve, hogy az evolúció folyamata lassabb annál, hogy pár ezer év távlatából vizsgálni lehessen. Cuvier azonban bírálta azt, ahogy Lamarck és más természettudósok minden nehézség nélkül több százezer évet egy tollvonással kezeltek csak azért, hogy fenntarthassák az evolúciós elméletet. Ehelyett ő azzal érvelt, hogy az ember igenis meg tudja ítélni, mi fog történni hosszú távon, hiszen az csak a rövidebb időszakok összegzése.
Kritizálta kortársai, Lamarck és Geoffroy Saint-Hilaire azon evolúciós elméleteit, melyek az egyedek egyik formából a másikba történő fokozatos átalakulásról szóltak. Újra és újra hangoztatta, hogy az ő tapasztalata alapján a megkövesedett formák azt mutatják, hogy azok nem alakulnak át egy eltérő másik formába. Azt állította, hogy az ősmaradványok alapján a tipikus forma váratlanul jelenik meg, és egészen a kihalásáig változatlan marad. Cuvier a paleontológiai jelenségeket (a „punctuated equilibrium” elmélet egy évszázaddal később került előtérbe) megpróbálta úgy magyarázni, hogy az összhangban legyen a Biblia állításaival és a különböző korszakok nagy katasztrófáival, amelyek közül az utolsó megtalálható a Genezis leírásában.
Kételkedett Lamarck és Geoffroy Saint-Hilaire fokozatos változásról szóló elméleteiben. Ráadásul Cuvier állásfoglalása, a részek korrelációjának az elvéről nagy kétséget okozott az evolúciót támogatók között, hiszen azt állította, hogy ha bármely mechanizmus egy részét izoláltan megváltoztatjuk (ez volt Lamarck nézete), akkor ez változást fog okozni az összes többi résznek is. Ez az állatok esetében azt jelenti, hogy magát a túlélésüket is veszélyeztetheti. Ez a bírálat Cuvier Éloge de M. de Lamarck művében jelent meg. Cuvier befolyásának is betudható, hogy a kor legtöbb vezető tudósa meggyőződéssel hitt a fajok változatlanságában.
Cuvier Lamarck evolúciós elméletéről így vélekedett: „Két önhatalmú feltevésen alapszik: az egyik, hogy az ondófolyadék az, ami létrehozza az embriót, a másik, hogy az erőfeszítés és a vágyakozás létrehozhat szervet. Az ily alapokon nyugvó rendszer csak egy költő képzeletét tudja szórakoztatni. A metafizikus következtethet a rendszer teljesen új sorozatára, de az nem, aki a vizsgálatát úgy végzi, hogy egy kezet, egy belső szervet vagy csak egy tollat boncolgat.”
Cuvier azon állítását, hogy a geológiai leletek alapján az új kövületi formák váratlanul tűnnek elő, azt a későbbi gondolkodók felhasználták a kreacionizmus alátámasztására. A váratlanság igazolására az isteni teremtés adhatott magyarázatot. Jóllehet Cuvier felfedezése más módon is értelmezhető, hiszen különböző geológiai rétegek vizsgálatát végezte el. Mindenesetre a fejlődés igazolásának hiánya összhangban volt a fajok szent megváltoztathatatlanságával, de Cuvier kihaláshoz kapcsolódó nézetei már nem feltétlenül.
Több író igazságtalanul vádolta, mert makacsul tartotta magát ahhoz a nézethez, hogy fosszilis embert nem fognak találni. Az angolul megjelent Essay on the Theory of the Earth művében azt írta: „nem találtak még emberi csontokat az ősmaradványok között”, és ezt bővebben is megmagyarázta: „Amikor én azt állítom, hogy emberi csontokat ez idáig nem találtak fosszíliákban, akkor értsék meg azt, hogy őskori leletekről és kövületekről beszélek.”
A megkövesedett csontok, amelyeknek volt elég idejük ásvánnyá majd kőzetté alakulni, azok általában sokkal idősebbek, mint az átlagos csontok. Cuvier jó ideig csak olyan emberi maradványokról tudott, amelyek viszonylag fiatalok voltak, még nem kövesedtek meg, és a földfelszín felső rétegeiből kerültek elő. Azonban nem kezelte ezt az állítást dogmaként. Cuvier-nek tulajdonítják azokat az állítólagos kijelentést, hogy: „L'homme fossile n'exist pas” („ősember pedig nem létezik” vagy másképp „ásatag ember pedig nincs”). Azt azonban el kell ehhez mondani, hogy Cuvier munkássága és hallatlan tekintélye tényleg alapjaiban akasztotta meg az ősemberkutatást, de azt is hozzá kell tenni, hogy ezt a tételt így, ebben a formában ő nem tanította. Amikor például új bizonyítékok kerültek napvilágra, akkor egy a korábbi tanulmányait kiegészítő későbbi kiadásban beszámolt egy csontvázról, amely a fosszilis emberi kövületre volt példa.
Az viszont tény, hogy az evolúció esetében az ő bírálatainak keménysége és félelmetes hírneve elvette a kedvét a természettudósoknak attól, hogy a fajok fejlődésének fokozatosságára gondoljanak egészen addig, amíg Charles Darwin két évtizeddel halála után publikálta a földi élet sokszínűségét alátámasztó A fajok eredete című művét.

### Kihalás
1796-ban, amikor bemutatta tanulmányát az élő és kihalt elefánt fajokról, a tudomány akkori állása szerint nem hitték el azt, hogy állatfaj valaha is kihalhatott. A hatóságok és Buffon is azt állította, hogy az Európában megtalált állatmaradványok, mint a gyapjas orrszarvú (Coelodonta antiquitatis) és a mamut (Mammuthus) még élő állatok, mint elefánt és orrszarvú a trópusokon. Az életterük azért tolódott el Európából Ázsiába, mert hidegebb lett a környezet. Cuvier már korai munkáiban bebizonyította, hogy nem ez a helyzet. A kihalásokat katasztrófákhoz kapcsolta, és ezzel igazolta, hogy tömeges kihalások földtani értelemben rövid idő alatt lejátszódhatnak.

### Katasztrofizmus

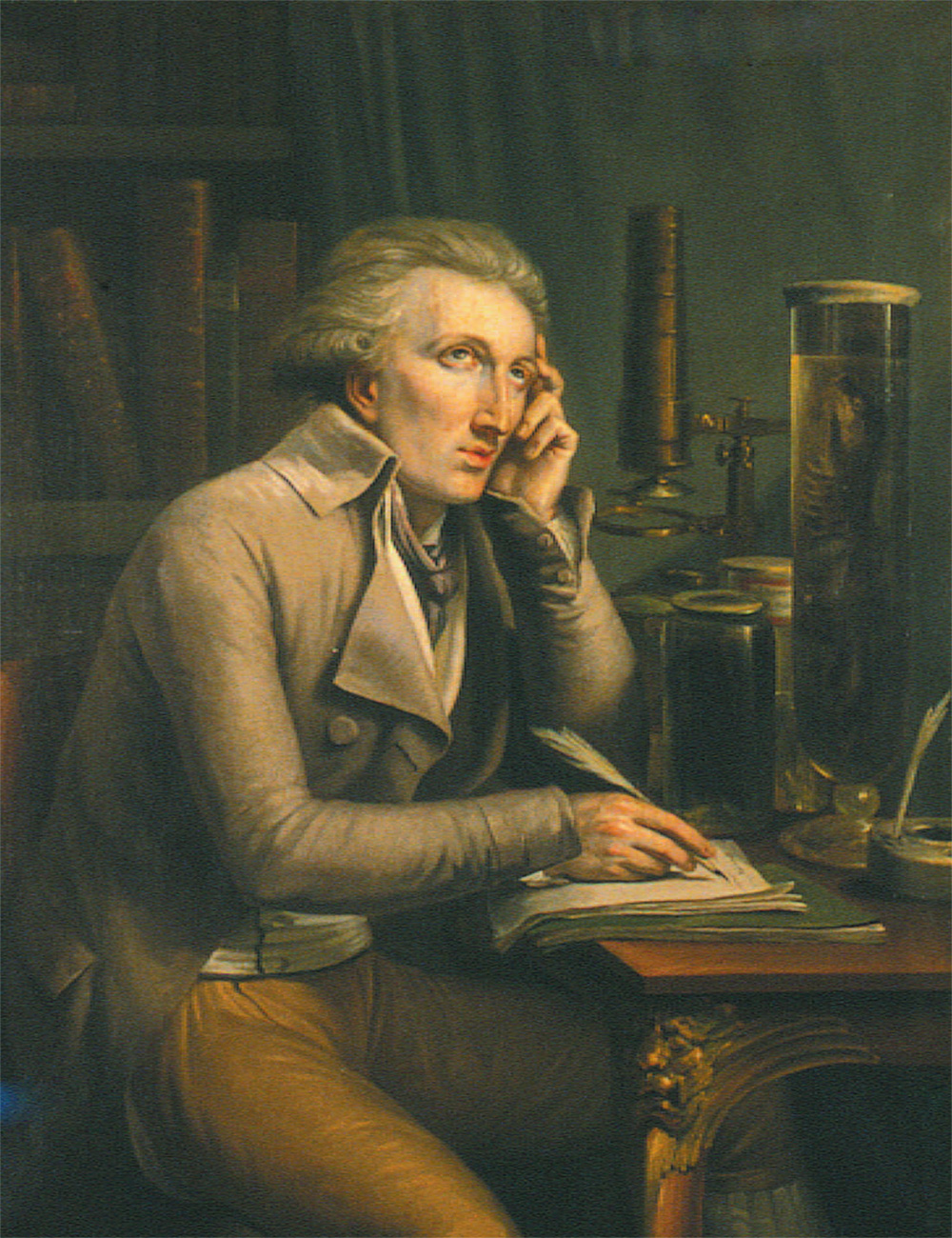
Mathieu-Ignace Van Brée: Cuvier portré

Cuvier hitt abban, hogy valószínűleg a legtöbb, ha nem minden őskori lelet olyan állatok maradványait tartalmazza, amelyek már kihaltak. Az élő és kihalt elefántfajokról 1796-ban írt tanulmánya befejezésekor így összegzett:
Mindezen tények alapján arra következtetek, hiszen nem szól semmi ez ellen, hogy a ma létező világunk előtt volt egy ezt megelőző másik, melyet valamiféle katasztrófa pusztított el.
Ez a kijelentése Cuviert a katasztrofizmusnak nevezett geológiai irányzat egyik fő támogatójává tette. A tudományág a Föld geológiai jellemzőit és a földi élet történetét olyan katasztrófákkal magyarázta, amelyek felelősek az állatfajok tömeges kihalásáért. Cuvier munkássága végére odáig jutott, hogy úgy vélte, nem egy általános katasztrófa volt, hanem több is, melyek hatására alakultak ki a különböző faunabirodalmak. Erről a Recherches sur les ossements fossiles de quadrupèdes (A négylábúság csontmaradványainak kutatása 1812-es munkája) tanulmányában is értekezett, melynek közzététele előtt már részletes vitába bocsátkozott a témakörben. A publikációkat megelőző előzetes szakmai vita nagyon ismert dolog volt akkoriban, és ezekről nem hivatalos fordítások is jelentek meg angol, német és olasz nyelven. Cuvier 1826-ban egy, a témakört érintő felülvizsgált értekezést is közzé tett Discours sur les révolutions de la surface du globe (Értekezés a Föld felszínének fejlődéséről) címmel.
Cuvier halála után ez a geológiai irányzat teret veszített Charles Lyell és a követői által képviselt uniformizmus előtérbe kerülésével, amely azt állította, hogy a Föld múltját alakító geológiai hatások azonosak a ma is megfigyelhetőekkel, így például az erózióval és a vulkáni működéssel. Ugyanakkor a 20. század végén a kihalási események vizsgálatakor a természettudósokat újra érdekelni kezdték Cuvier katasztrófákhoz kötődő tanulmányai.

### Sztratigráfia (rétegtan)
Cuvier több éven keresztül együtt dolgozott Alexandre Brongniart-ral, a párizsi bányaiskola tanárával azért, hogy geológiai monográfiát készítsenek a Párizs környéki régióról. A sztratigráfiai (rétegtani) vizsgálataik első vázlatai 1808-ban jelentek meg, míg a véglegesített jelentést 1811-ben tették közzé. Ebben a tanulmányban a Párizsi-medencében különböző kőzetrétegekben azonosították a jellemző kövületeket, melyekkel azonosíthatták azt a rétegoszlopot, amelyben a keresett üledékes kőzetek megtalálhatók voltak. Feltárásuk során arra a következtetésre jutottak, hogy a vizsgált rétegekben a faunakép változása alapján ez a területet volt, amikor elmerült és egy ideig tengervíz borította, majd más földtörténeti időszakban édesvíz formálta a viszonyait.
Ugyanebben az időben William Smith, az angol geológia atyja Anglia geológiai térképén dolgozott, és szintén használta a jellemző kövületeket. Ő ismerte fel a kőzetrétegek egymásra településének alapvető jellegzetességeit és azt, hogy az azonos korú rétegeket jellemző fosszíliáik alapján ki lehet jelölni. Az általa készített tanulmány határozta meg a rétegtan tudományos elveit. Az ő akkori úttörő munkásságuk az őslénytan és a földtan történetében óriási előrelépésnek számított.

### A hüllők kora
Cuvier 1800-ban elsőként tudott azonosítani nyomtatásból, hiszen egy rajz alapján dolgozott, amikor helyesen megállapította, hogy a Bajorországban talált kőnyomat egy kisméretű repülő hüllő, melyet 1809-ben elnevezett Ptero-Dactyle-nak.  Később latinosította a nevét és így lett Pterodactylus. A Pterodactylus antiquus az első ismert tagja a Pteroszauruszok rendjének. 1808-ban beazonosította a Maastrichtban talált ősmaradványt, amely egy óriás tengeri gyík volt, és ő nevezte el Moszaszaurusznak, amely az első ismert Moszaszaurusz-féle volt. A paleontológiai vizsgálódásai nagy eredményeként az őskövületek feldolgozása közben arra jött rá, hogy kellett lenni egy olyan földtörténeti időszaknak, amikor nem az emlősök, hanem sokkal inkább a hüllők voltak a domináns állatok. Ez az elmélete igazolást nyert az utána következő két évtizedben, hiszen később kutatók előálltak egy sor látványos lelettel, melyeket főleg angol geológusok és őskövületeket gyűjtők találtak, mint például Mary Anning (1799–1847), William Conybeare (1787–1857), William Buckland (1784–1856) és Gideon Mantell (1790–1852), aki megtalált és leírt ichthyoszauruszt, plezioszauruszt és dinoszauruszt is.

### A korreláció törvénye
Párizst mészkőből építették, amit a város környékén bányásztak, és a kövekben lenyomatként számos kihalt állati maradványt találtak. Cuvier egy ilyen Párizs környéki kőbányából származó, állati eredetű ősmaradványról szóló 1798-as tanulmányában ezt írta:

„Ma az összehasonlító anatómia elérte a tökéletesség azon pontját, amikor egy csontot megvizsgálva általában meg lehet állapítani az állatrendszertani osztályát és néha még azt a nemzetséget is, amelyikhez az sorolható, de mindenekelőtt azt, hogy ez a csont az a fejhez vagy a végtagokhoz tartozik. … Ez azért van, mert az állat testének minden egyes része szoros összefüggésben van az egésszel így a csontok száma, azok iránya és alakja alapján egészen jól lehet akár egy darabból is következtetni az egészre és akár vice versa ugyanúgy.”

Ezt az elméletét nevezik a korreláció, azaz a viszonosság törvényének, bár Cuvier leírásai azért némileg túlzóak annak igazi hatékonyságát illetően, de azért az vitathatatlan, hogy ez lett az alaptétele az összehasonlító anatómiának és a paleontológiának. Az elv szerint az élőlény egyes részei nem állhatnak ellentmondásban egymással az élőlény életmódját illetően, így az alakjára és testfelépítésére is támpontot adnak. Ezek alapján például a fogazat segítségével azonosíthatóak a páros és a páratlanujjú patások még akkor is, ha nem került elő a lábuk, mert ez a két szerv szorosan összetartozik. A korrelációs elv felismerésével az őslénytan tudománya nagy fejlődésen ment keresztül, hiszen lehetővé vált a töredékes élőlénymaradványok rekonstruálása.

### Életjelenségek
Cuvier legfontosabb teóriája a korrelációs törvény volt, de volt egy további elv, amit ő conditions d'existence-nak nevezett, és az életjelenségek vizsgálatával foglalkozott. Ez volt az ő gyakorlati értelmezése, melyben az evolúciót elvetette, de az isteni teremtést elfogadta. Azt feltételezte, hogy az életerő ellentétben áll a fizikai–kémiai erőkkel és uralja az élet összes jelenségeit. A szervezet szerinte olyan élő egész, amelyhez ha hozzányúlnak, akkor szétrombolják magának az életnek a jellegét.
Cuvier így írt erről: „Egy élő test minden része egybetartozik; csak akkor működhetnek, ha valamennyien együtt működnek. Ha egyiküket el akarjuk választani az egésztől, ezzel az élettelen anyagok rendjébe utaljuk vissza, és teljesen megváltoztatjuk a lényegét.”
Az életjelenségekhez kapcsolódó nézetei komoly hatást gyakoroltak a filozófus Auguste Comte és a fiziológus Claude Bernard munkásságára.

## Jelentős tudományos munkái

### Összehasonlító anatómia és rendszerezés
1798-ban jelent meg első önálló tudományos munkája Tableau élémentaire de l'histoire naturelle des animaux címmel. Ez egy rövidített változata annak az előadássorozatnak, amit az École centrale du Panthéonban tartott. Az állatvilág besorolására tett kísérletének első lépése volt ez a tanulmány. 1800-ban jelent meg a Leçons d'anatomie comparée, amelynek első két kötetét André Marie Constant Duméril, a harmadikat Georges Louis Duvernoy segítségével állította össze.

### Puhatestűek
Már 1792 elején megjelent Cuvier puhatestűekről (Mollusca) szóló tanulmánya, de a tárgyról a legtöbbet múzeumi évkönyvekben közölt 1802 és 1815 között. Ezeket összegyűjtötte egy fejezetbe Mémoires pour servir à l'histoire et à l'anatomie des mollusques címen, amelyet 1817-ben Párizsban adtak ki.
Legendás történet az, amikor a Francia Akadémia készítette az első szótárát, és abban a rövidfarkú rákokat (Brachyura) úgy írták le, hogy apró piros színű halak, melyek hátrafelé haladnak. Ezt a leírást elküldték többek közt Cuvier-nek is, hogy hagyja jóvá. A tudós ezt írta vissza nekik: „Uraim! Az önök definíciója tökéletesre sikerült. Mindössze három apró észrevételem van vele kapcsolatban, hiszen a rövidfarkú rák nem hal, nem piros és nem halad hátrafelé.”

### Halak

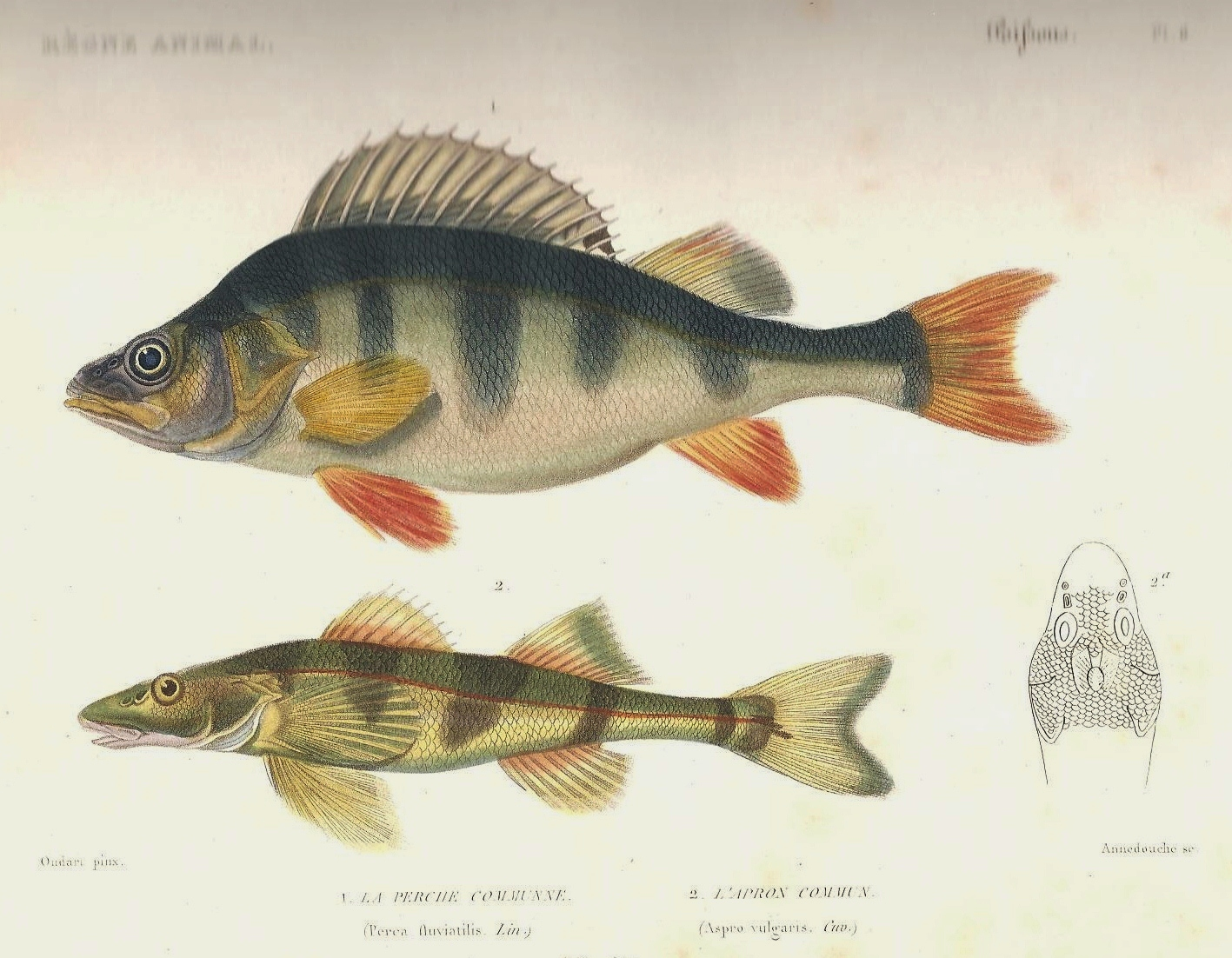
Csapósügér (Perca fluviatilis) és Rhône-vidéki bucó (Zingel asper) illusztráció a Le Règne Animal 1828-as kiadásából

Cuvier 1801-ben kezdett el behatóbban a halakkal is foglalkozni. Ennek a munkának az eredménye a Histoire naturelle des poissons (A halak természethistóriája), amely 5000 halfaj leírását tartalmazza, és a rendszerezést közösen Achille Valenciennes-nel végezte el. Ebben a témakörben 1828–1831 között 11 kötetet készítettek együtt, majd Cuvier halála után Valenciennes folytatta a munkát és további 11 kötetet fejezett be 1848-ig. A fosszilis halak tanulmányozásában ő segítette a nagy svájci természetbúvárt, Louis Agassizt. 1832 februárjában találkoztak Párizsban. Agassiz a kihalt halakról szóló nagy művén dolgozott, amelyhez a nagy mestertől nem csak gyűjtött anyagot, hanem jó néhány saját jegyzetét is megkapta a tehetséges ifjú tudós.

### Paleontológia és oszteológia
Az őslénytan és a csonttan területét érintően Cuvier munkássága nagyon hosszú listát tesz ki. Ebben kihalt állatok csontjait és élő állatok csontfelépítését vizsgálta elsősorban azért, hogy az ősleletek alapján megfejtse azok felépítését és ezáltal azt, hogy miként tartoznak össze az előtalált csontmaradványok. Tanulmányt készített többek között az orrszarvúak, a tapírok, a szirtiborzok, a vízilovak, a lajhárok és a manátuszok csontozatáról.
Készített még jelentősebb tanulmányt a Montmartre domb eocén korú rétegében talált kihalt emlősmaradványokról, a vízilovak, az erszényesek (melyet elnevezett Didelphys gypsorumnak), a földi lajhár, a Megatherium, a barlangi hiéna a Pterodactylus, a barlangi medve, a Masztodon, a manátuszok, a fókák, a krokodilok, a teknősök, a halak és madarak stb. ősmaradványairól, továbbá az orrszarvúfélék és az elefántok kihalt fajairól. A fosszilis állatfajokat elemző munkásságával Cuvier hajtotta végre az őslénytan emlőseinek besorolását, és ő alkotta meg az osztályozásuk rendszerét.
Cuvier paleontológiai és geológiai vizsgálatainak eredményét két nagyszabású munkában tárta a világ elé: a Recherches sur les ossemens fossiles de quadrupèdes (A négylábúság fosszilis csontmaradványainak kutatása, Párizs, 1812; későbbi kiadások 1821-ben és 1825-ben) és a Discours sur les revolutions de la surface du globe (Értekezés a Föld felszínének fejlődéséről, Párizs, 1825). Ez utóbbiban a katasztrofizmus tudományos elméletét fejtette ki.

### Az állatok birodalma
Egy műve sem érte el azt a hírnevet, amit az 1817-ben kiadott első négy kötettel elindított Le Règne Animal (Az állatok birodalma) elért, melyet aztán további kötetek is követtek 1829–1830 között. Magyar nyelven Vajda Péter fordításában, 1841-ben jelent meg a Magyar Tudományos Akadémia költségén Az állat-ország fölosztva alkotása szerint: alapul szolgálandó az állatok természetleirásához s bevezetésűl az összehasonlitó bonctanhoz címmel. Ebben a klasszikusnak számító műben mutatta be Cuvier az élő és kihalt állatokról szóló kutatásainak az eredményét. Az egész munkát egyedül végezte egy kivétellel, mert a rovarok (Insecta) részben jó barátja, Pierre André Latreille volt segítségére.

### Az emberi rasszok tanulmányozása

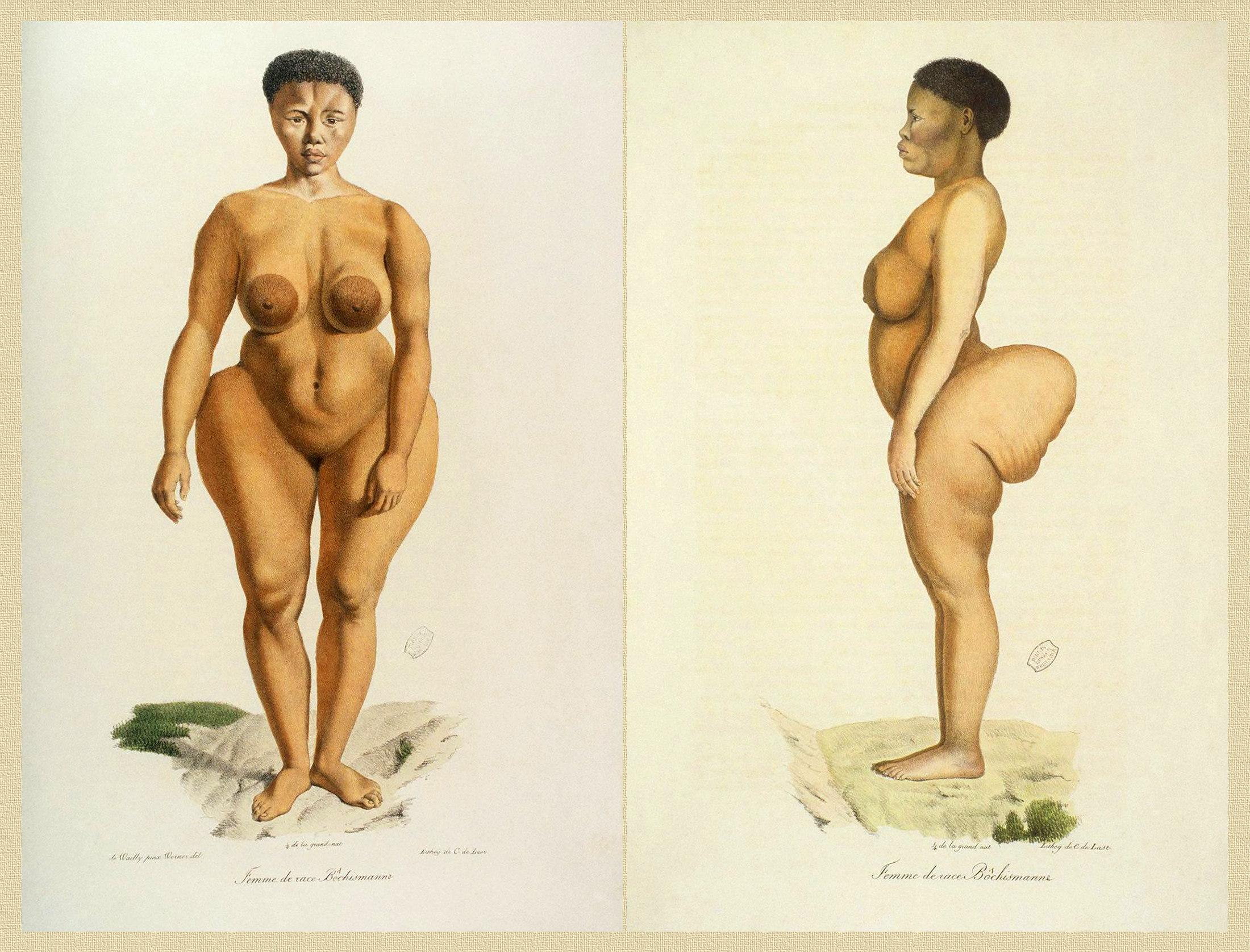
A hottentotta Vénusz Sarah Saartjie Baartman

Cuvier protestáns volt és hitt a monogenizmusban (egy őstől való származás), és úgy vélte, hogy minden ember a bibliai Ádámtól származik. Azonban munkásságában ellentmondás mutatkozik e téren, hiszen azon kutatók szerint, akik tanulmányozták a faji elméleteit, a kvázi-poligenizmust képviselte, és ez irányú tanulmányai nagy hatást gyakoroltak a tudományos rasszizmus fejlődésére. Cuvier ugyanis fehérekre, sárgákra és feketékre osztotta fel az emberiséget, hiszen azt gondolta, hogy az emberek három nagyrasszt alkotnak, a kaukázusit (fehér bőrűek), a mongolt (sárga bőrűek) és az etiópot (fekete bőrűek). Azt állította, hogy Ádám és Éva kaukázusi volt, és ez az eredeti emberi rassz. A másik kettő kialakulása olyan túlélőknek köszönhető, akik más-más irányból érkező, 5000 évvel ezelőtti nagy katasztrófa túlélői, és korábban sokáig teljes elszigeteltségben éltek.
Cuvier a koponyák külső jegyei alapján a szépség és a csúnyaság ismérvei, valamint az érintett embercsoportok civilizációs helyzete alapján vont le következtetéseket. Ez alapján rangsorában a fehéreket tette felülre, és a feketéket legalulra.
A kaukázusi nagyrasszról így írt:
„A fehér fajnak kerek az arca, egyenes a haja és az orra. A civilizált európai emberek tartoznak ide, akik úgy tűnik, a legszebbek minden rassz között, az ő zsenialitásuk, bátorságuk és aktivitásuk miatt feljebb valók a többieknél.”
Az etióp nagyrasszról így írt:
„A néger fajnak fekete az arcszíne, gyapjas haja göndör, nyomott a koponyája és az orra lapos. Arcának alsó része megnyúlt, az ajkai vastagok, nyilvánvaló, hogy közel áll a majmok törzséhez.” A bennszülött afrikaiakról ezt írta: „a legalacsonyabb rendű emberi faj, a vadállatokhoz hasonló felfogású, és intelligenciája meg sem közelíti azt a szintet, hogy képes legyen kormányt létrehozni”
Vizsgálódásainak nevezetes tárgya a híres hottentotta Vénusz, Sarah Saartjie Baartman rabszolga volt. A nő agyát például Londonban és Párizsban is kiállították. Ez egy olyan koponya volt, melyet a kor vezető anatómusai részletesen leírtak, közöttük Paul Broca és Cuvier is. Ők azért is számítottak, mert a modellt még életében is megvizsgálhatták, és halála után ők boncolták fel a holttestét.
Baartman holttestéről Cuvier gipszmásolatot készített, amit a párizsi Musee de l'Homme-ban (Az Ember Múzeuma) állított fel a boncolás eredményeivel együtt. Kiállítási tárgy lett az agya és a nemi szerve is, melyet üvegben tartósítottak. Ezek a preparátumok egészen az 1970-es évekig láthatók voltak a múzeumban. A halott nő maradványait a Dél-afrikai Köztársaság hosszú éveken keresztül próbálta visszavinni a szülőhelyére, és csak 2002-ben sikerült megkapni a franciák engedélyét, hogy emberhez méltó módon temessék el földi maradványait.
Az emberi rasszokhoz köthető tanulmányait vallásos meggyőződése ellenére is a poligenizmus jellemezte. Ezekben hangoztatott fajok állandósága és megváltozhatatlansága, a környezeti hatások szigorú szabályai, az anatómiai és a koponya eltérések, valamint a fajok között lévő fizikai és a mentális különbségek mind ezt támasztják alá.

## Közéleti tevékenysége
A zoológiai és paleontológiai munkásságát nem számítva, hatalmas munkát végzett a Francia Intézet állandó titkáraként, és hivatalából adódóan foglalkozott még oktatásszervezési feladatokkal is. Például 1808-ban, Napóleon császár uralkodása idején, az Université impériale (Birodalmi Egyetem) tanácsának tagja lett, és 1809-ben, 1811-ben és 1813-ban is ő látta el az elnöki feladatokat. Ebben a minőségében megbízták azzal, hogy vizsgálja meg, miként lehet a felsőfokú képzéseket megszervezni az Alpok- és a Rajna-menti térségekben, mely területeket ekkoriban csatolták Franciaországhoz. Az ezzel kapcsolatos központi egyetemet érintő feladatokról három külön jelentést is készített.
Állandó titkári feladatkörében nemcsak az Akadémia elhalálozott tagjainak életútját méltató írásokat készített, hanem időnként arról is be kellett számolnia, hogy mit értek el a fizikai és a természettudományok területén. Talán legfontosabb ilyen jellegű jelentése az 1810-ben kiadott Rapport historique sur le progrès des sciences physiques depuis 1789 volt.
Még Napóleon bukása (1814) előtt felismerte, hogy a Bourbonok esetleges visszatérése valószínűleg az Államtanács és az ő helyzetét sem fogja veszélyeztetni. Így is történt, hiszen a hatalomváltás után is maradhatott hivatalában, sőt megválasztották egyetemi kancellárnak. Ebben a tisztében mint ideiglenes elnök az állami oktatást felügyelte, többek között evangélikusként az egyetem protestáns teológia karát is. Munkásságának további elismerése volt, hogy 1818-ban beválasztották a Tudományos Akadémia negyven halhatatlanja közé.
1819-ben a Franciaország pairje (Pairie de France) főnemesi címet adományozták neki. 1826-ban megkapta a francia Becsületrend tiszti keresztjét és később kinevezték az Államtanács elnökének. 1830-ban az Académie des inscriptions et belles-lettres tagjának is megválasztották, aminek haláláig szintén a tagja lehetett.

## Emlékezete

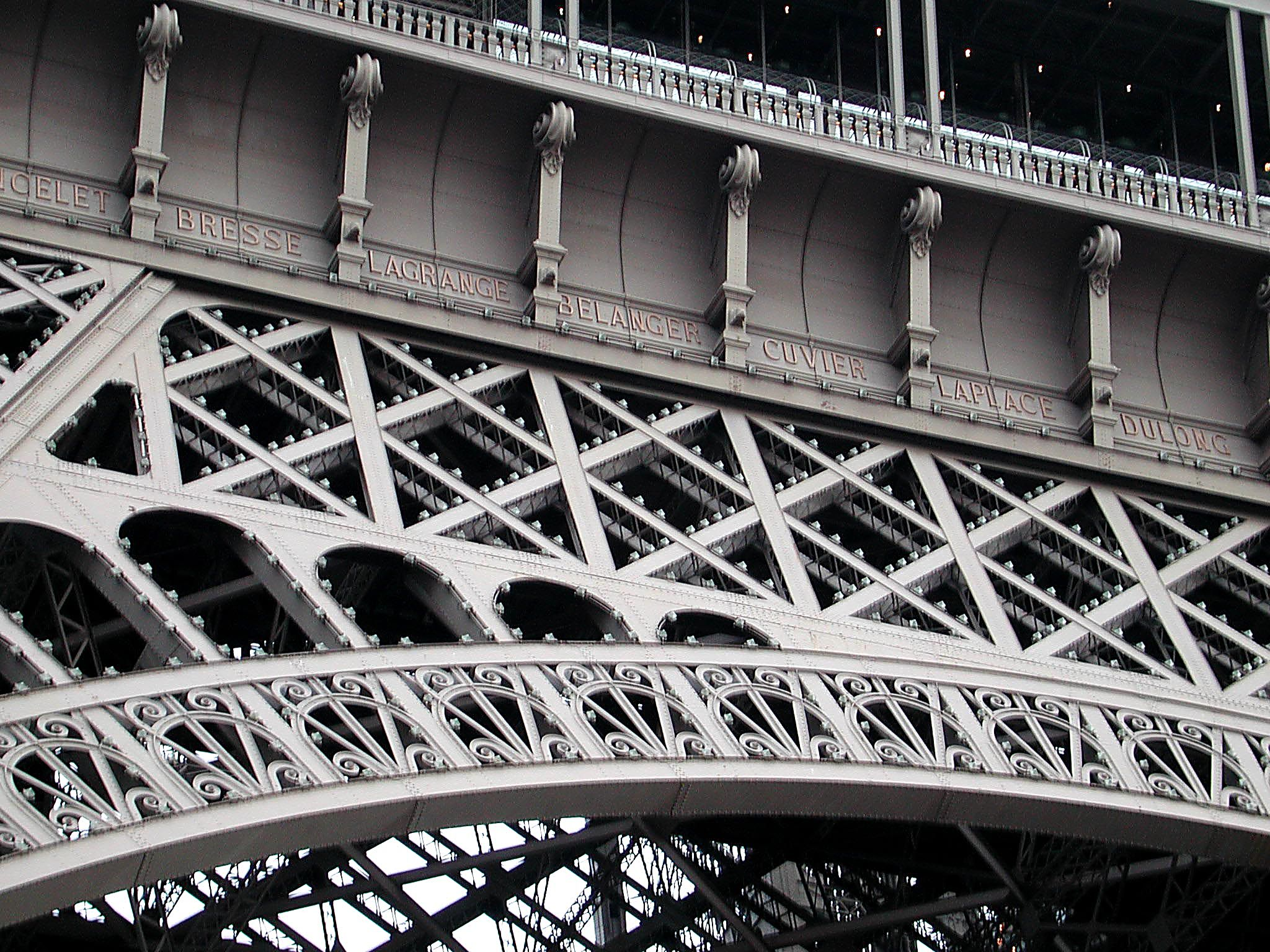
Neve az Eiffel-tornyon megörökített nevek listáján

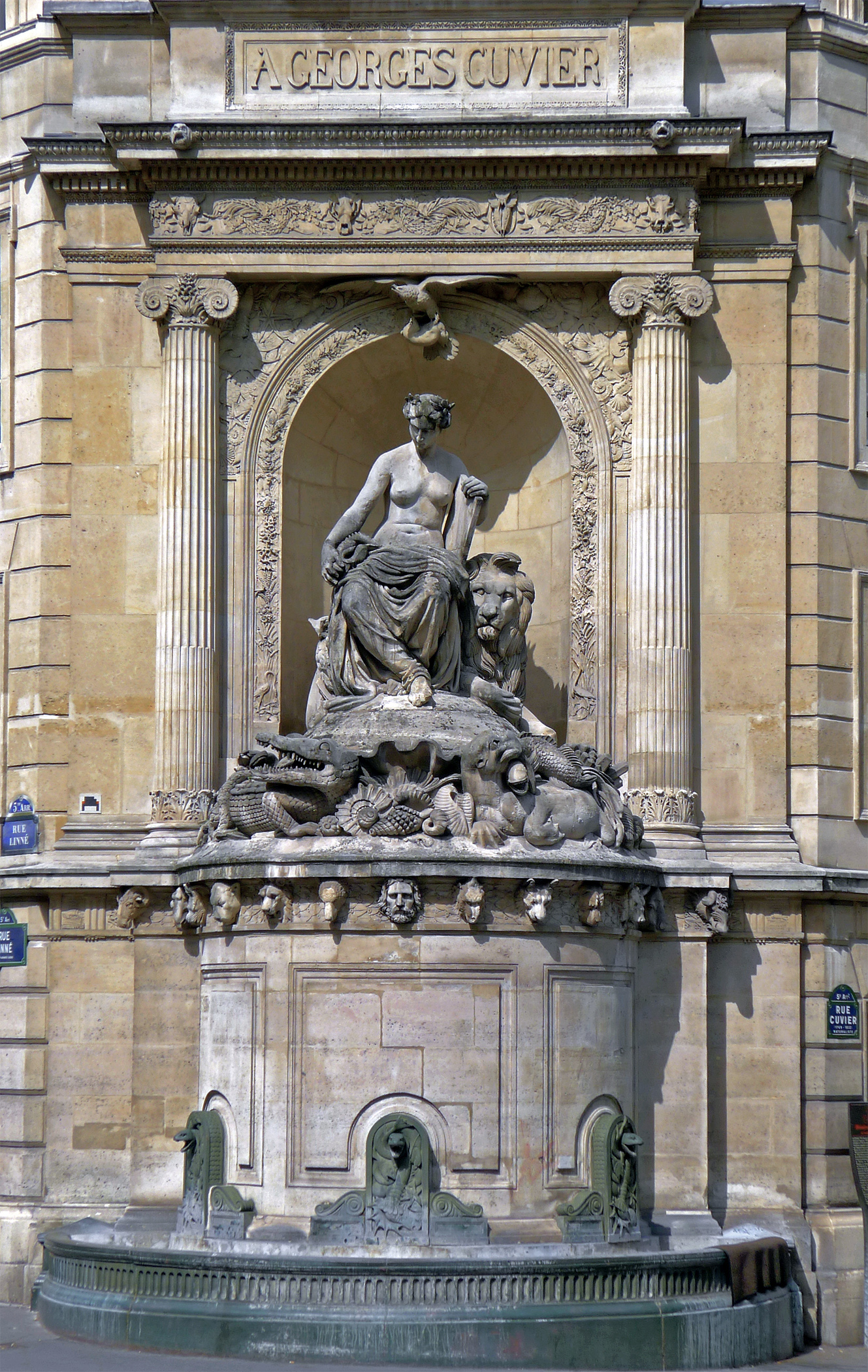
A rue Linné sarkán a rue Cuvier 20. szám alatt található Cuvier szökőkút

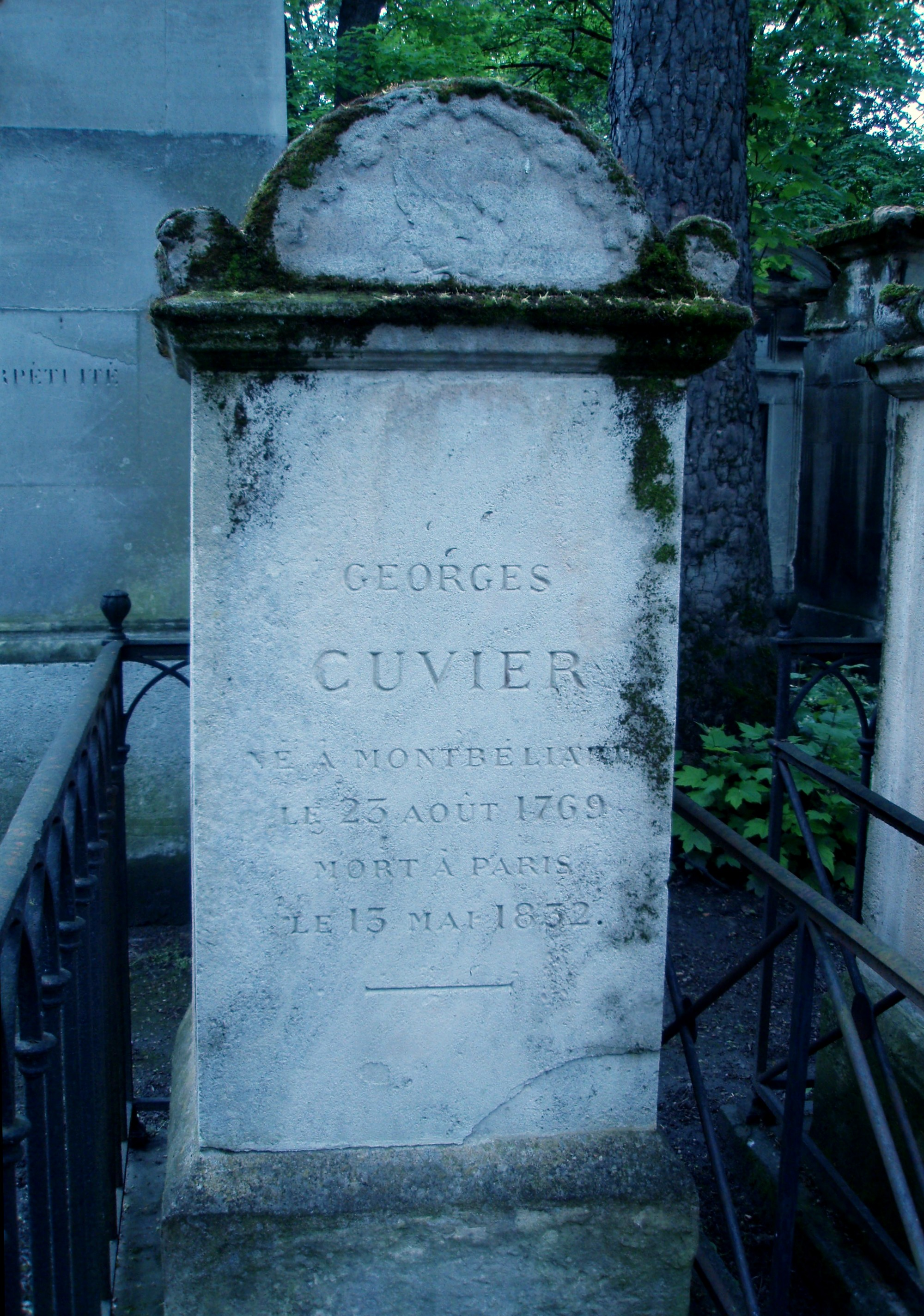
George Cuvier síremléke Père-Lachaise temető, Párizs

Korának elismert és ünnepelt tudósa volt, és elérte azt, hogy maga Napóleon kérte meg Európa valamennyi kormányát, hogy támogassák a kutatásait. Collard nem véletlenül az intelligencia Napóleonjának nevezte, míg Franciaországban sokan kora Arisztotelészeként üdvözölték, és nagyra tartották korszakalkotó munkásságát. Emlékezete mindezek ellenére ellentmondásos, habár az nem vitás, hogy a természettudomány nagyságai közé tartozik, ám bírálói is akadtak és akadnak szép számmal a mai napig is. Egyrészről munkássága előtt tisztelegve több állatfajt neveztek el róla, világszerte számos közterület és utca viseli nevét. Párizs ötödik kerületében a Cuvier utcában, szemben a Füvészkerttel található a Cuvier szökőkút. Jules Dumont d’Urville Új-Zéland egyik szigetét nevezte el Cuvier-szigetnek. Névadója a 9614 Cuvier kisbolygónak. Szülővárosában, Montbéliard-ban múzeumot (Musée Cuvier) hoztak létre tiszteletére. Az Eiffel-tornyon megörökített nevek listáján szereplő 72 tudós között a nyolcadik helyen szerepel a felsorolásban. Síremléke a Párizsi Père-Lachaise temetőben található.
Másrészről munkásságát már életében is sokan kritizálták, és halála után többen felrótták neki, hogy vitathatatlan érdemei mellett az evolúció tagadásával hátráltatta a tudományos fejlődést. Az emberi rasszok tanulmányozása során Sarah Saartjie Baartmanon végzett vizsgálatainak megítélésén pedig máig tartó vita folyik, és vannak olyan vélemények, melyek szerint a nagy természettudós arra sem méltó, hogy közterületeket nevezzenek el róla. Cuvier korát bemutatva, ezt a történetet dolgozta fel 2010-ben Abdellatif Kechiche tunéziai filmrendező, a Fekete vénusz (Vénus noire) című filmben.

### Róla elnevezett fajok
- Anolis cuvieri Puerto Ricóban őshonos gyík
- Cuvier-féle csőröscet (Ziphius cavirostris), melyet kezdetben kihaltnak vélt
- edmi gazella (Gazella cuvieri)
- Cuvier-törpekajmán (Paleosuchus palpebrosus)
- Opistognathus cuvierii Valenciennes által elnevezett halfaj
- Cuvier-malgasleguán (Oplurus cuvieri)
- Cuvier-tukán (Ramphastos tucanus cuvieri)
- tigriscápa (Galeocerdo cuvier)

## Jelentős publikációi
- Tableau élémentaire de l'histoire naturelle des animaux 1797–1798. (franciául)
- Mémoires sur les espèces d'éléphants vivants et fossiles (Tanulmány az élő és kihalt elefánt fajokról) 1800.
- Leçons d'anatomie comparée (Összehasonlító anatómiai leckék) 1800. (franciául)
- Recherces sur les Ossemens fossiles, (Az ásatag csontok vizsgálata) 1811. (franciául)
- Rapport historique sur le progrès des sciences physiques depuis 1789. (franciául)
- Le Règne Animal (Az állatok birodalma) 1817. (franciául), Az állat-ország fölosztva alkotása szerint (Vajda Péter fordítása) 1841. (magyarul)
- Mémoires pour servir à l'histoire et à l'anatomie des mollusques 1817. (franciául)
- Théorie de la terre (1821)
- Essay on the theory of the earth 1827. (franciául)
- Histoire naturelle des poissons (A halak természethistóriája) 11 kötetben, 1828–1848 Achille Valenciennes folytatta a munkát további 11 kötetben. (franciául)

## Magyarra fordított publikációi
- Az állat-ország fölosztva alkotása szerint, Buda, 1841.

## Fordítás
- Ez a szócikk részben vagy egészben  a   Georges Cuvier című angol Wikipédia-szócikk ezen változatának fordításán alapul.  Az eredeti cikk szerkesztőit annak laptörténete sorolja fel. Ez a jelzés csupán a megfogalmazás eredetét és a szerzői jogokat jelzi, nem szolgál a cikkben szereplő információk forrásmegjelöléseként.